# Rejon Wrybnica
Rejon Wrybnica (bułg.: Район Връбница) – rejon w obwodzie miejskim Sofii, w Bułgarii. Populacja wynosi 47 400 mieszkańców.